# Bedmet
Bedmet är ett polskt företag i transportbranschen, bildat 24 september 1996 i Opole, Polen av Wiesław Bednarz.
Företaget är specialiserat på transporter av mycket stort och tungt gods, som vindkraftverk, brosektioner, maskiner för tunnelborrning och liknande.
Bedmets exceptionella transporter finns med i en dokumentärfilm av National Geographic. 